# Định dạng ngày và giờ ở Việt Nam
Định dạng ngày và giờ ở Việt Nam mô tả các phương pháp thể hiện ngày và giờ được sử dụng ở Việt Nam.

## Ngày và tuần

### Ngày

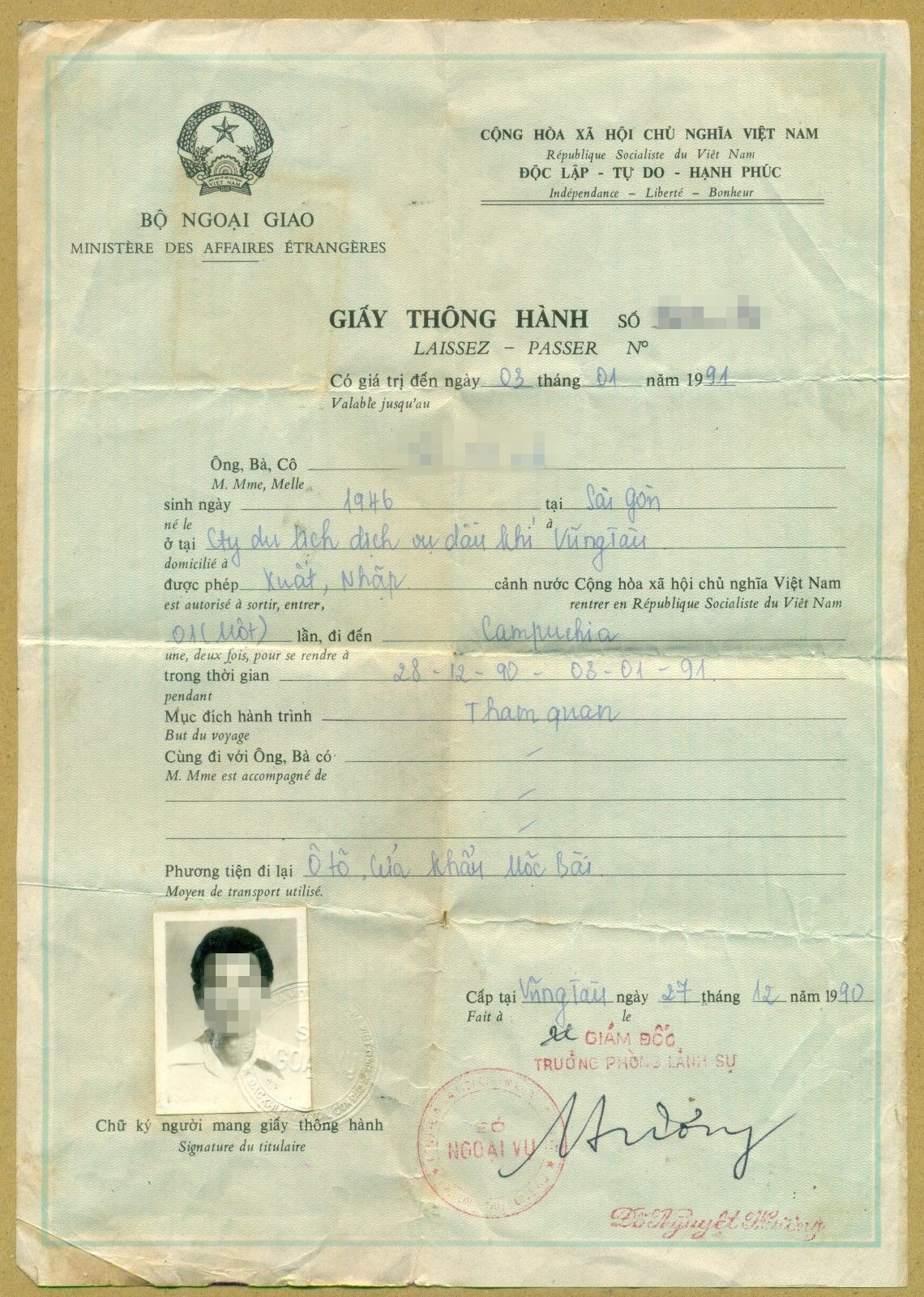
Giấy thông hành do Bộ ngoại giao cấp cho một người đi du lịch Campuchia năm 1990. Trong đó năm 1990 và 1991 được viết với 2 chữ số lần lượt là 90 và 91; phần "Có giá trị đến ngày 03 tháng 01 năm 1991" được viết có chèn số 0 đằng trước.

Ngày được viết theo định dạng ngày/tháng/năm:
- 31 tháng 12 năm 1999
- Ngày 31 tháng 12 năm 1999
- 31/12/1999
- 31-12-1999
- 31.12.1999

Ngày trong chuỗi ngày-tháng-năm có thể được viết với dấu gạch chéo, gạch nối hoặc dấu chấm: 02/11/2020, 02-11-2020 hoặc 02.11.2020 là ngày 2 tháng 11 năm 2020. Đôi lúc định dạng đầy đủ có thể chèn thêm số 0 đằng trước (ví dụ: "02 tháng 11 năm 2020") đối với ngày hoặc tháng dưới 10. Năm luôn được viết đầy đủ với 4 chữ số, trước đây thường ghi năm chỉ có 2 chữ số cuối nhưng đa phần cách viết này chỉ xuất hiện khi viết tay. Ở Việt Nam, kiểu viết tắt đa số thường ít hoặc gần như không có khi dùng trong văn bản pháp luật hoặc ban hành theo Thông tư số 01/2011/TT-BNV của Bộ Nội Vụ - Chính phủ Việt Nam Lưu trữ ngày 10 tháng 5 năm 2021 tại Wayback Machine yêu cầu phải dùng kiểu đầu đủ có chứ số 0 đằng trước, trong khi kiểu dấu viết tắt chéo lại được dùng nhiều, đặc biệt là trong truyền hình và báo chí.
Tên của các tháng thường được ghi như sau:
| Dạng số  | Dạng đầy đủ    | Ghi chú                                     |
| -------- | -------------- | ------------------------------------------- |
| Tháng 1  | Tháng Một      | Còn được viết là "Tháng Giêng" theo âm lịch |
| Tháng 2  | Tháng Hai      |                                             |
| Tháng 3  | Tháng Ba       |                                             |
| Tháng 4  | Tháng Tư       |                                             |
| Tháng 5  | Tháng Năm      |                                             |
| Tháng 6  | Tháng Sáu      |                                             |
| Tháng 7  | Tháng Bảy      |                                             |
| Tháng 8  | Tháng Tám      |                                             |
| Tháng 9  | Tháng Chín     |                                             |
| Tháng 10 | Tháng Mười     |                                             |
| Tháng 11 | Tháng Mười Một | Còn được viết là "Tháng Một" theo âm lịch   |
| Tháng 12 | Tháng Mười Hai | Còn được viết là "Tháng Chạp" theo âm lịch  |

### Tuần
Ở Việt Nam, ngày đầu tiên trong tuần là thứ Hai và ngày kết thúc trong tuần là chủ nhật. Các ngày trong tuần có thể được ghi theo các cách sau:
| Dạng đầy đủ | Dạng số  | Dạng viết tắt | Ghi chú                      |
| ----------- | -------- | ------------- | ---------------------------- |
| Thứ Hai     | Thứ 2    | T2            |                              |
| Thứ Ba      | Thứ 3    | T3            |                              |
| Thứ Tư      | Thứ 4    | T4            |                              |
| Thứ Năm     | Thứ 5    | T5            |                              |
| Thứ Sáu     | Thứ 6    | T6            |                              |
| Thứ Bảy     | Thứ 7    | T7            |                              |
| Chủ Nhật    | Chủ Nhật | CN            | Còn được viết là "Chúa Nhật" |

## Thời gian
Việt Nam sử dụng cách viết giờ là 24 giờ. Giờ và phút thường được phân cách bằng "h" hoặc ":" ví dụ như 13h15 hoặc 13:15, nhưng định dạng "h" thường dùng sử dụng phổ biến, đặc biệt là trong văn bản pháp luật và lịch phát sóng truyền hình. Ở định dạng "h", nếu phút là 00 thì thường sẽ không ghi phút (ví dụ: 13h). Nếu viết giờ có cả giây thì sẽ dùng định dạng ":", định dạng "h" không có dạng ghi giây (Ví dụ khi ghi cả giây thì sẽ dùng định dạng ":" cho ra 13:20:05 trong khi định dạng "h" sẽ chỉ ghi là 13h20). Trong văn nói thường ngày, người ta cũng thường sử dụng định dạng 12 giờ (nhưng cần chỉ rõ thêm đó là giờ buổi nào: sáng, trưa, chiều, tối, thay vì theo chữ viết tắt tiếng Latinh am. và pm). Để đồng bộ hóa quy chuẩn của các thiết bị công nghệ sử dụng đồng hồ 12 giờ, đôi khi người ta cũng viết là "SA" ("sáng" tương đương "AM") và "CH" ("chiều" tương đương "PM") mặc dù trong thực tế đó có thể là một giờ không rơi vào hai định nghĩa này.
Bảng dưới đây thể hiện các ví dụ về thời gian vào các  trong ngày:
| Khung thời gian | Giờ                                | Ví dụ       | Ghi chú                                                                                        |
| --------------- | ---------------------------------- | ----------- | ---------------------------------------------------------------------------------------------- |
| Nửa đêm/Đêm     | 00:00 đến 00:59                    | 12 giờ đêm  |                                                                                                |
| Sáng            | 01:00 (đôi khi từ 00:00) đến 10:59 | 7 giờ sáng  | Còn được viết tắt là "SA" trong hệ thống máy tính (ví dụ như trong Windows) để biểu thị "a.m." |
| Trưa            | 11:00 đến 12:59 hoặc 13:59         | 12 giờ trưa |                                                                                                |
| Chiều           | 13:00 hoặc 14:00 đến 17:59         | 2 giờ chiều | Còn được viết tắt là "CH" trong hệ thống máy tính (ví dụ như trong Windows) để biểu thị "p.m." |
| Tối             | 18:00 đến 21:59 hoặc 22:29         | 7 giờ tối   |                                                                                                |
| Đêm             | 22:00 hoặc 22:30 đến 23:59         | 11 giờ đêm  |                                                                                                |